# Hibernian Football Club
L'Hibernian Football Club (talora Hibs o Hibees) è un club calcistico scozzese di Edimburgo, militante in Scottish Premiership.
Basata nel distretto cittadino di Leith, rappresenta insieme ai concittadini Hearts la capitale scozzese in massima divisione nazionale.
Campione di Scozia per quattro volte (1903, 1948, 1951 e 1952) è assieme alla citata Hearts e all'Aberdeen, la terza squadra del Paese per campionati nazionali vinti.
Vanta anche la vittoria in tre Coppe di Scozia e altrettante Coppe di Lega scozzesi. A livello internazionale il massimo risultato è stato il raggiungimento di 2 semifinali continentali, la prima nell'edizione inaugurale della Coppa dei Campioni e la seconda nella Coppa delle Fiere 1960-1961.

## Storia
L'Hibernian fu fondato nel 1875 da appassionati di calcio di origine irlandese (Hibernia essendo l'antico nome latino dell'isola di Irlanda) tra cui si ricordano il Canonico Edward Joseph Hannan e Michael Whelahan. La squadra originariamente giocò nel campo vicino Meadows, a sud della città vecchia di Edimburgo, per poi trasferirsi nella sua sede corrente, Easter Road a Leith, nel 1880. Fu la prima importante società calcistica formata da immigranti irlandesi cattolici, da cui il nome Hibernians, come il corrispondente latino di Irlanda. La denominazione iniziale prevedeva infatti anche Irishmen Football Club ("Squadra di calcio degli irlandesi"). Come l'Hibernian di Edimburgo furono fondate anche altre società di immigrati irlandesi-cattolici come il Dundee Hibernian (poi diventato Dundee United) ed il Glasgow Hibernian (nel ventunesimo secolo noto come Celtic). L'Hibernian in questo secolo è molto meno legato alle sue origini irlandesi e cattoliche ed i suoi tifosi sono più uniti dalle origini geografiche (per lo più la zona est di Edimburgo).
Nel 1887 l'Hibernian vinse la Scottish Cup, suo primo trofeo ufficiale, e in seguito (13 agosto 1887) sconfisse il Preston North End in una partita denominata World championship decider, tra le squadre vincitrici della coppa nazionale di Scozia e di Inghilterra. Nella stagione 1893-94 esordì in Scottish Division Two, seconda serie del campionato scozzese, e un anno dopo ottenne la promozione in Scottish Division One.
Dopo una seconda Coppa di Scozia, l'Hibernian vinse per la prima volta il campionato nella stagione 1902-03. Nei decenni successivi non conquistò altri trofei: raggiunse per tre volte la finale di coppa, mentre in campionato non andò oltre il terzo posto, facendo pure una parentesi in Scottish Division Two agli inizi degli anni '30.
Nel dopoguerra l'Hibernian ebbe il suo periodo migliore: conquistò per tre volte il campionato scozzese nel 1948, 1951 e 1952 e per altre tre volte arrivò secondo in classifica (di cui una a pari punti coi Rangers, che vinsero grazie al quoziente reti). Non vinse invece la coppa nazionale, con altre due sconfitte in finale. Nel 1955-1956 l'Hibernian su invito dell'UEFA fu il primo club britannico a partecipare alla neonata Coppa dei Campioni, spingendosi fino alle semifinali, dove fu eliminato dai futuri vice-campioni dello Stade Reims. Cinque anni dopo la squadra salì nuovamente alla ribalta nelle cronache del calcio europeo, conquistando una nuova semifinale, questa volta nella Coppa delle Fiere, persa contro gli italiani della Roma, poi vincitori del trofeo, soltanto all'incontro di spareggio.
Nel 1967 gli Hibs disputarono l'unica edizione del campionato dell'United Soccer Association, lega che poteva fregiarsi del titolo di campionato di Prima Divisione su riconoscimento della FIFA: quell'edizione della Lega fu disputata utilizzando squadre europee e sudamericane in rappresentanza di quelle della USA, che non avevano avuto tempo di riorganizzarsi dopo la scissione che aveva dato vita al campionato concorrente della National Professional Soccer League; la squadra di Toronto fu rappresentata per l'appunto dall'Hibernian. La squadra, nelle veci del Toronto City Soccer Club, non superò le qualificazioni per i play-off, chiudendo la stagione al terzo posto della Eastern Division.
Tornò a vincere un trofeo nel 1973, quando conquistò la Scottish League Cup. Nei successivi due campionati si classificò secondo (nel 1973-74 dietro al Celtic e nel 1974-75 dietro ai Rangers). Cinque anni dopo, tuttavia, retrocesse in First Division, dalla quale risalì subito. Vinse nuovamente la Scottish League Cup nel 1992, retrocesse dalla Premier Division nel 1998 e l'anno successivo ottenne la promozione nella nuova Scottish Premier League.
Dopo la terza Coppa di Lega (2007) si registrarono poche gioie per i colori dell'Hibernian; fu positiva la stagione 2009-10 in cui gli Hibs, sotto la guida di John Hughes e grazie alle prestazioni di giocatori importanti, come Anthony Stokes, Derek Riordan e Liam Miller, raggiunsero il 4º posto in campionato, valevole per la qualificazione in Europa League. Già dall'anno successivo però iniziarono i problemi della squadra, con l'esonero di Hughes e l'arrivo di Colin Calderwood, dopo l'eliminazione in Europa ed un pessimo inizio di campionato. Neanche in ambito cittadino le cose andarono bene per gli Hibs: dai tre incontri giocati contro gli Hearts arrivò solo un pareggio. A fine stagione la classifica vide i verdi di Edimburgo classificarsi 10°. Ancora peggio andarono le cose nella stagione 2011-12: Calderwood fu esonerato a novembre ed al suo posto venne chiamato Pat Fenlon, ex allenatore dei Bohemians, quando gli Hibs erano penultimi in SPL, con un solo punto di vantaggio sul Dunfermline, ultimo in classifica. Una serie di buoni risultati però, tra cui il successo per 4-0 proprio contro il Dunfermline, fecero raggiungere la salvezza con una giornata d'anticipo. Gli Hibs arrivano anche in finale in Scottish FA Cup, ma vengono sconfitti 5-1 dai rivali Hearts.
La Scottish Premier League 2012-2013 inizia bene per i colori bianco-verdi, e la squadra arriva a occupare il secondo posto alle spalle dell'inarrivabile Celtic; ma la crisi d risultati di fine stagione comporta il mancato aggancio della Top Six. A fine campionato gli Hibs arrivano al 7º posto. In Scottish FA Cup l'Hibernian raggiunge ancora la finale, dove perde 3-0 contro il Celtic; sono così 111 gli anni passati dall'ultima vittoria della squadra di Edimburgo della coppa nazionale, nonché dieci sconfitte consecutive in altrettante finali. Anche in questa stagione si mettono in mostra alcuni giocatori: in primis Leigh Griffiths, oltre ai giovani Alex Harris e Ross Caldwell, autore del gol vittoria nell'ultimo derby contro gli Hearts.
Disastrosa la stagione 2013-14: nonostante una buona campagna acquisti (arrivano Liam Craig dal St Johnstone e James Collins dallo Swindon) e una buona partenza in campionato, la squadra subisce varie battute d'arresto, tra le quali la sconfitta nel derby contro gli Hearts, nella Scottish League Cup, che costa l'esonero di Fenlon. L'arrivo al suo posto di Terry Butcher fa pensare a una ripresa, ma arriva una impressionante serie di gare senza vittorie (12 incontri) che costringe gli Hibs ai play-out contro l'Hamilton; all'andata gli uomini di Butcher vincono 2-0 fuori casa, ma vanificano tutto al ritorno, perdendo con lo stesso punteggio i tempi regolamentari, per poi soccombere nella lotteria dei rigori e comportando la retrocessione della squadra, come non accadeva dal 1998.
In seguito a tale disastro, Butcher è stato sostituito da Alan Stubbs, pronto ad affrontare una Scottish Championship tra le più difficili di sempre, con la contemporanea presenza anche dei Rangers e degli Hearts: nella stagione 2014-15, nonostante l'ottimo secondo posto alle spalle degli Hearts (vincitori del campionato già a marzo) e davanti ai Rangers, la compagine di Edimburgo viene battuta nella semifinale play-off proprio dalla squadra di Glasgow e quindi costretta a disputare la stagione successiva ancora in Championship. Anche nella stagione 2015-16 arriva una sconfitta nella semifinale play-off, stavolta contro il Falkirk. Giunta in finale di Coppa di Lega, viene sconfitta per 2-1 ai tempi supplementari dal Ross County. Arriva comunque una gioia dalla finale di Coppa di Scozia, dove gli Hibs battono per 3-2 i Rangers, spezzando il tabù delle finali perse e sollevando finalmente un trofeo che mancava in bacheca da ben 114 anni. Quella contro i Rangers è anche la prima finale di Coppa nazionale tra due squadre provenienti dalla Championship.
Nella stagione 2016-2017 l'Hibernian vince il campionato e torna in Premiership dopo tre anni, mentre in Coppa di Scozia, dopo aver battuto Bonnyrigg Rose, Hearts ed Ayr United, esce in semifinale contro l'Aberdeen. Il successivo campionato in massima serie è positivo e gli Hibs si classificano al quarto posto, ottenendo l'accesso in Europa League; in Coppa di Scozia perdono al quarto turno contro gli Hearts, vincitore dopo le due sconfitte nei derby delle due precedenti edizioni. 
Nelle qualificazioni di UEFA Europa League 2018-2019, il club scozzese batte in entrambi i match (andata e ritorno), la compagine faroese del NSÍ Runavík con un complessivo finale di 12-5; si tratta del doppio incrocio col maggior numero di gol nella storia del torneo. Nel turno seguente il club si impone anche sui greci dell'Asteras Tripolīs, prima di venire eliminato dai norvegesi del Molde. In Premiership l'Hibernian disputa un buon inizio di stagione che lo porta al secondo posto dietro agli Hearts, in seguito registra un periodo di flessione durante il quale scivola a metà classifica e infine, con una graduale ripresa, riesce a raggiungere il quinto posto a fine campionato. Nel campionato successivo, interrotto per la pandemia di COVID-19, si classifica settimo, sfavorito da una peggiore media punti rispetto al St. Johnstone. In Scottish Cup raggiunge le semifinali.
In Premiership 2020-2021 l'Hibernian parte tenendo il passo dei Rangers, coi quali condivide il primo posto in classifica fino alla quinta giornata. Successivamente perde contatto dalla capolista ed è raggiunto e superato dal Celtic, quindi si assesta in terza posizione, a lungo contesa con l'Aberdeen fino allo scontro diretto decisivo nello split di fine stagione, che vede l'Hibernian imporsi in casa degli avversari e assicurarsi il terzo posto. In Coppa di Scozia incappa in un'altra sconfitta in finale, contro il St. Johnstone (0-1).
Anche nel campionato 2021-2022 l'Hibernian disputa le prime giornate in alta classifica, primeggiando insieme agli Hearts fino al pareggio nel derby di Edimburgo che permette ai Rangers di sorpassare entrambi. Durante la stagione gli Hibs si allontanano progressivamente dalle posizioni di vertice e al momento dello split scivolano nella seconda metà di classifica, in cui concludono all'ottavo posto. Nelle coppe scozzesi è sconfitto in finale di Coppa di Lega dal Celtic, ed eliminato nelle semifinali di coppa nazionale dagli Hearts. In Conference League si ferma al terzo turno preliminare.
Nella Premiership 2022-2023 si classifica al quinto posto, sufficiente per qualificarsi alla successiva Conference League: nel torneo supera il secondo e il terzo turno preliminare, rispettivamente contro Inter Club d'Escaldes e Lucerna, ma esce poi nel turno di play-off eliminato dall'Aston Villa. In campionato non va oltre l'ottavo posto, mentre in Scottish League Cup perde in semifinale contro l'Aberdeen.

## Colori e simboli
I colori sociali dell'Hibernian sono il verde e il bianco, indossati ed utilizzati dal club sin dalla fondazione nel 1875. Storicamente i pantaloncini sono stati bianchi, ma ultimamente non è raro che siano verdi. La maglia invece è tradizionalmente verde con maniche bianche e colletto bianco. I calzettoni infine sono verdi con qualche risvolto bianco.
In trasferta invece i colori utilizzati sono stati molti, dal verde menta (tuttora utilizzato), giallo, viola, nero, bianco nonché un verde scuro. Nei primissimi anni della sua storia, l'Hibernian utilizzò una divisa a strisce orizzontali, del tutto identica a quella del Celtic e delle squadre in genere vicine al pubblico irlandese. Fu dal 1879 che gli Hibs adottarono la divisa tutta verde, alla quale furono aggiunte soltanto nel 1938 le maniche bianche, probabilmente seguendo l'esempio dell'Arsenal che aggiunse le maniche bianche proprio in quegli anni. Nel 2004 furono adottati dei pantaloncini verdi per celebrare la ricorrenza di una prestigiosa vittoria per 2-0 della squadra avvenuto nell'ottobre del 1964 contro il Real Madrid: in quell'occasione furono costretti ad indossare pantaloncini verdi infatti per evitare confusione con la tenuta monocromatica bianca degli spagnoli.
Dal 2004, eccetto per una stagione, l'Hibernian ha sempre indossato i pantaloncini verdi.
Lo stemma del club è cambiato frequentemente nel corso degli anni, riflettendo il continuo dibattito sull'identità del club, in merito al continuare ad esporre e mantenere la sua eredità alla cultura irlandese o evitare i problemi di settarismo che si sono verificati per molto tempo a Glasgow tra Celtic e Rangers.
L'arpa, simbolo irlandese per eccellenza, fu prima rimossa negli anni 1950, poi reintrodotta nel 2000 quando il logo fu ridisegnato e rinnovato. Il direttore del Museo del Calcio Scozzese, Ged O'Brien, disse nel 2001 che l'attuale composizione del logo degli Hibs era molto azzeccata e si rifaceva ai molti aspetti storici e culturali dai quali gli Hibernians avevano attinto - it has Leith, Edinburgh and Ireland in it ("contiene Leith, Edimburgo e l'Irlanda")

## Stadio
Lo stadio degli incontri casalinghi dell'Hibernian è l'Easter Road, situato nel distretto di Leith. Costruito nel 1893, ha una capienza attuale di 20.421 persone.

## Gli Hibs nella cultura di massa
La squadra ricorre spesso nei romanzi dello scrittore Irvine Welsh, visto che quasi tutti i loro personaggi principali ne sono tifosi, come anche lo stesso autore.
Ad esempio in Trainspotting, la squadra ricorre spesso nei dialoghi dei personaggi e, nella riproduzione cinematografica di Danny Boyle, vediamo la bandiera degli Hibs sul muro della camera di Mark Renton. Inoltre in una partita di calcetto all'inizio del film, si nota Frank Begbie, indossare proprio una maglietta dell'Hibernian, così come lo stesso Renton.
In un altro romanzo di Welsh, The Acid House, il protagonista di una delle storie è Coco Bryce, facente parte del gruppo di tifosi Capital City Service (CCS); nella scena finale dell'episodio, Coco tornerà in sé da una brutta esperienza causata dagli acidi di cui era accanito consumatore, proprio in un pub in cui tifosi degli Hibs, cantando e bevendo, si preparavano al derby con gli Hearts.
In Colla tre dei quattro protagonisti sono tifosi sfegatati degli Hibs. In uno degli episodi centrali del romanzo, i ragazzi con tutta la loro banda si recano allo stadio mischiandosi intenzionalmente alla tifoseria rivale e causando una rissa interrotta solo dall'arrivo della polizia.
Anche in Tolleranza zero, il personaggio principale, Roy Strang, diventa membro dei CCS, incontrando altri personaggi ricorrenti nei romanzi di Welsh (Lexo Setterington e Ghostie Gorman).

## Calciatori

### Presenze e reti
| Record di presenze - 477 Lewis Stevenson (2005-) - 451 Paul Hanlon (2008-) - 449 Arthur Duncan (1969-84) - 442 Peter Kerr (1910-26) - 413 Johnny Halligan (1920-33) - 413 Matt Paterson (1908-23) - 400 Pat Stanton (1963-76) - 357 William Dornan (1914-27) - 354 Willie Ormond (1946-61) - 349 Eddie Turnbull (1946-59) | Record di reti - 187 Lawrie Reilly (1945-58) - 150 Eddie Turnbull (1946-59) - 147 Willie Ormond (1946-61) - 130 Jimmy McColl (1922-31) - 125 Gordon Smith (1941-59) - 113 Joe Baker (1957-72) - 105 Bobby Johnstone (1946-61) - 91 James Dunn (1920-28) - 90 Derek Riordan (2002-11) - 81 Jimmy O'Rourke (1962-74) |

## Palmarès

### Competizioni nazionali
- Campionato scozzese: 4

1902-1903, 1947-1948, 1950-1951, 1951-1952
- Coppa di Scozia: 3

1886-1887, 1901-1902, 2015-2016
- Coppa di Lega scozzese: 3

1971-1972, 1990-1991, 2006-2007
- Scottish Championship: 6

1893-1894, 1894-1895, 1932-1933, 1980-1981, 1998-1999, 2016-2017
- Drybrough Cup: 2

1972, 1973

### Competizioni regionali
- Glasgow Merchants Charity Cup: 1

1902
- East of Scotland Shield: 60

### Competizioni internazionali
- Football World Championship: 1

1887

### Competizioni giovanili
- Scottish Youth Cup: 3

1991-1992, 2008-2009, 2017-2018

## Statistiche e record

### Partecipazione ai campionati
| Livello | Categoria                 | Partecipazioni | Debutto   | Ultima stagione | Totale |
| ------- | ------------------------- | -------------- | --------- | --------------- | ------ |
| 1°      | Scottish Football League  | 6              | 1915-1916 | 1920-1921       | 116    |
| 1°      | Scottish Division One     | 60             | 1895-1896 | 1974-1975       | 116    |
| 1°      | Scottish Division A       | 5              | 1946-1947 | 1950-1951       | 116    |
| 1°      | Scottish Premier Division | 22             | 1975-1976 | 1997-1998       | 116    |
| 1°      | Scottish Premier League   | 14             | 1999-2000 | 2012-2013       | 116    |
| 1°      | Scottish Premiership      | 9              | 2013-2014 | 2024-2025       | 116    |
| 2°      | Scottish Division Two     | 4              | 1893-1894 | 1932-1933       | 9      |
| 2°      | Scottish First Division   | 2              | 1980-1981 | 1998-1999       | 9      |
| 2°      | Scottish Championship     | 3              | 2014-2015 | 2016-2017       | 9      |

### Statistiche nelle competizioni UEFA
Tabella aggiornata alla fine della stagione 2023-2024.
| Competizione                  | Partecipazioni | G  | V  | N  | P  | RF | RS |
| ----------------------------- | -------------- | -- | -- | -- | -- | -- | -- |
| Champions League              | 1              | 6  | 3  | 1  | 2  | 9  | 5  |
| Coppa delle Fiere             | 7              | 35 | 18 | 5  | 11 | 66 | 55 |
| Coppa UEFA/UEFA Europa League | 13             | 40 | 14 | 12 | 14 | 57 | 63 |
| UEFA Europa Conference League | 2              | 10 | 4  | 2  | 4  | 19 | 20 |
| Coppa Intertoto               | 3              | 8  | 3  | 1  | 4  | 10 | 7  |

## Organico

### Rosa 2025-2026
Aggiornata al 24 luglio 2025.
| N. |                        | Ruolo | Calciatore            |
| -- | ---------------------- | ----- | --------------------- |
| 1  | Austria (bandiera)     | P     | Raphael Sallinger     |
| 2  | Australia (bandiera)   | D     | Lewis Miller          |
| 4  | Inghilterra (bandiera) | D     | Marvin Ekpiteta       |
| 5  | Irlanda (bandiera)     | D     | Warren O'Hora         |
| 6  | Galles (bandiera)      | C     | Dylan Levitt          |
| 7  | Francia (bandiera)     | A     | Élie Youan            |
| 8  | Gambia (bandiera)      | C     | Alasana Manneh        |
| 9  | Scozia (bandiera)      | A     | Kieron Bowie          |
| 10 | Australia (bandiera)   | A     | Martin Boyle          |
| 11 | Inghilterra (bandiera) | C     | Joe Newell (capitano) |
| 12 | Scozia (bandiera)      | D     | Chris Cadden          |
| 13 | Inghilterra (bandiera) | P     | Jordan Smith          |

| N. |                         | Ruolo | Calciatore      |
| -- | ----------------------- | ----- | --------------- |
| 15 | Australia (bandiera)    | D     | Jack Iredale    |
| 17 | Irlanda (bandiera)      | C     | Jamie McGrath   |
| 18 | Togo (bandiera)         | A     | Thibault Klidje |
| 19 | Scozia (bandiera)       | C     | Nicky Cadden    |
| 20 | Scozia (bandiera)       | C     | Josh Mulligan   |
| 21 | Uganda (bandiera)       | D     | Jordan Obita    |
| 23 | Canada (bandiera)       | A     | David Hoilett   |
| 27 | Liberia (bandiera)      | D     | Kanayo Megwa    |
| 31 | Scozia (bandiera)       | P     | Murray Johnson  |
| 32 | Scozia (bandiera)       | C     | Josh Campbell   |
| 33 | RD del Congo (bandiera) | D     | Rocky Bushiri   |
| 35 | Scozia (bandiera)       | C     | Rudi Molotnikov |

## Tifoseria
La rivalità più sentita è coi concittadini degli Hearts, contro cui l'Hibernian disputa il derby di Edimburgo, uno dei più antichi in assoluto essendo la prima partita risalente al 1875.